# Non-Hodgkinův lymfom

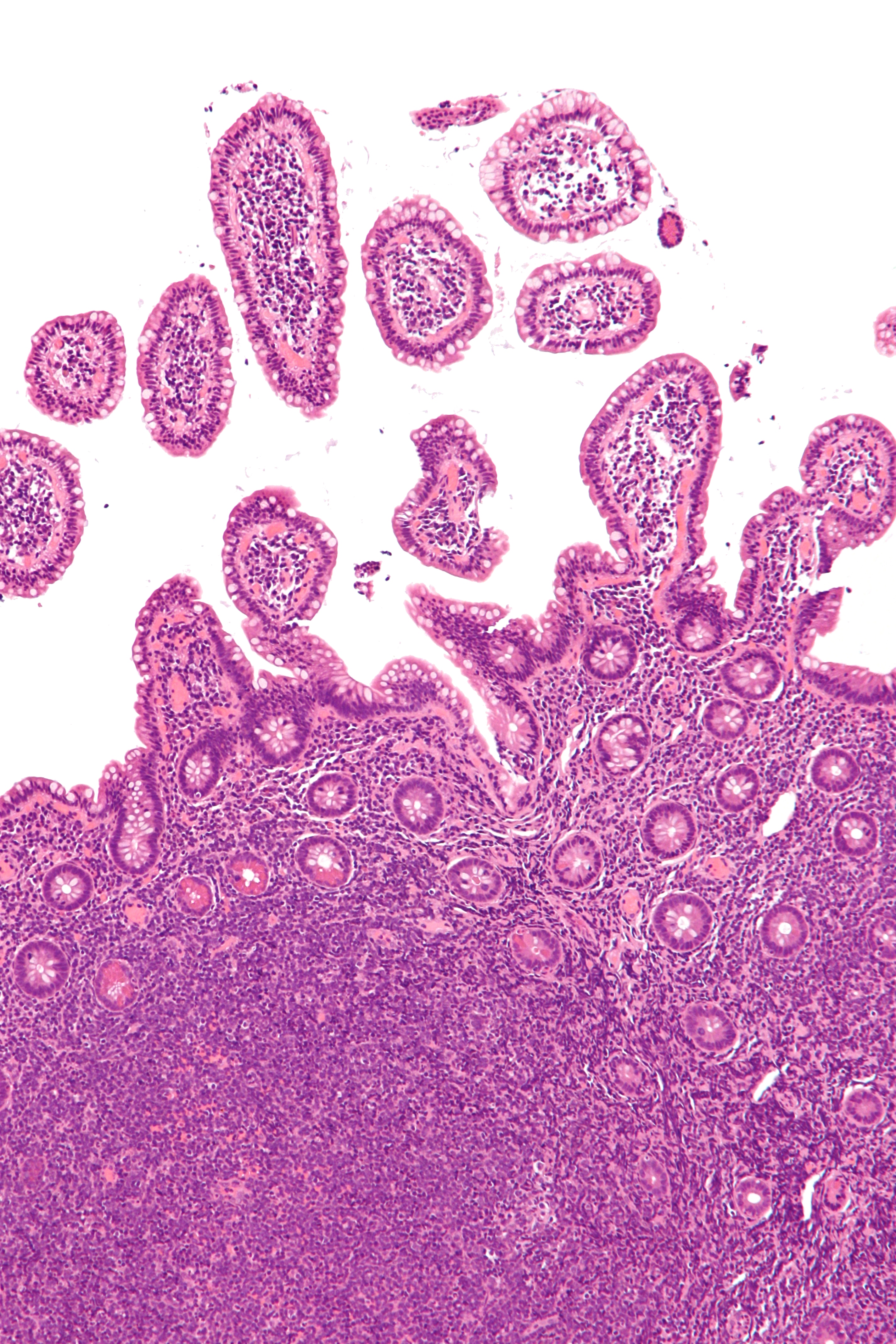
Mikrofotografie lymfomu z plášťových buněk, jednoho typu NHL

Non-Hodgkinovy lymfomy (zkráceně NHL) je skupina onemocnění způsobujících rakovinu krve, která zahrnuje všechny lymfomy kromě Hodgkinových. Různé NHL se velmi liší v nebezpečnosti, od nebolestivých po velmi agresivní.
Non-Hodgkinovy lymfomy byly popsány v roce 1982 dokumentem Working Formulation, který uváděl 16 různých typů NHL. Od té doby však tato klasifikace zastarala a v dnešní době se používá jen pro statistické účely pro srovnávání s předchozím výskytem nemocí. Klasifikace, kterou roku 2008 zavedla Světová zdravotnická organizace, opustila dělení lymfomů na „Hodgkinovy“ a „non-Hodgkinovy“ a uvádí přes 80 různých typů rozdělených do čtyř širokých skupin.